# Bhasāwar
Bhasāwar är en ort i Indien.   Den ligger i distriktet Bharatpur och delstaten Rajasthan, i den centrala delen av landet, 180 km söder om huvudstaden New Delhi. Bhasāwar ligger 221 meter över havet och antalet invånare är 18 996.
Terrängen runt Bhasāwar är platt. Runt Bhasāwar är det tätbefolkat, med 331 invånare per kvadratkilometer. Närmaste större samhälle är Mahwah, 11,6 km väster om Bhasāwar. Trakten runt Bhasāwar består till största delen av jordbruksmark.